# Ландсхут
Ландсхут (на немски: Landshut) е град в Бавария в югоизточна Германия. Намира се на брега на река Изар и е столица на Долна Бавария, един от седемте административни региона на Бавария. Населението му е 62 735 жители (2009), което го прави най-големия град в Долна Бавария и втори по големина в източна Бавария.
Заради характерния си герб е наричан „Градът на трите шлема“ (немски: Dreihelmenstadt)

## Географско положение
Ландсхут е разположен в центъра на Долна Бавария, на 445 метра надморска височина на Баварското плато. Река Изар тече през средата му, а самият той се намира на 72 километра североизточно от Мюнхен.

## История
Градът е основан през 1204 година от Лудвиг I, през 1231 вече е резиденция на рода Вителсбах, а през 1255 става столица на Долна Бавария. Тук през 1475 се състои един от най-пищните фестивали на Средновековието — сватбата между херцог Георг Баварски и полската принцеса Ядвига Ягелон.
През 1800 г. инголщатският университет е преместен в Ландсхут.
През XVI век херцогът на Бавария Лудвиг X преустройва замъка Траусниц в първия ренесансов дворец на север от Алпите.
През Втората световна война в града се намира звено от концентрационния лагер Дахау.
След преместването на летището на Мюнхен близо до Ландсхут градът става атрактивно място за бизнес.

## Забележителности
Центърът на града, включително замъкът Траусниц и църквата Санкт Мартин са в готически стил. Църквата Санкт Мартин е най-високата тухлена църква в света.
На всеки четири години се провежда „Ландсхутската сватба“ (Landshuter Hochzeit) — празник в чест на сватбата на Георг Баварски и Ядвига Ягелон. Следващото провеждане ще е през 2013 година.